# アセルサン
アセルサン（トルコ語: ASELSAN、頭字語: Askeri Elektronik Sanayi, Military Electronic Industries）は、トルコのアンカラに本社を置くトルコの防衛企業である。
主な事業領域は、空軍、陸軍、海軍向けの先進的な軍事商品の研究、開発、製造。同社はトルコ軍の主要な請負業者の一つで、Defense News誌で売上高第48位の防衛企業にランクされた。トルコ軍基金が創業者であり、主要株主である。

## 歴史
アセルサンは1975年にトルコ軍基金によって設立された。ASELSANの初代CEOはM.ハシム・カモイであった。
1979年初頭、投資（カード決済システムなど）とインフラ整備期間を経て、アセルサンは、アンカラのマカンコイ施設で生産を開始した。それ以来、アセルサンは、主に現地での研究開発、現地で訓練を受けた人材、そしてトルコの他の研究機関や大学との協力に基づいて、製品と顧客のポートフォリオを拡大してきた。

## 組織
アセルサンは、トルコ国内および海外の軍事・産業顧客向けに最新の電子システムを設計、開発、製造している。本社はトルコのアンカラにあるマチュンコイ施設にある。アセルサンは、活動分野に応じて5つの事業分野で構成されている。

## 情報
- 通信・情報技術事業部門（HBT）
- マイクロエレクトロニクス・誘導・電気光学事業部門（MGEO）
- レーダー・電子戦システム事業部門（REHIS）
- 防衛システム技術事業部門（SST）
- 輸送、セキュリティ、エネルギー、自動化システム事業部門（UGES）

通信・情報技術事業部門（HBT）、レーダー・電子戦システム事業部門（REHIS）、防衛システム技術事業部門（SST）、輸送、セキュリティ、エネルギー、自動化システム事業部門（UGES）は、マカンコイの施設でエンジニアリングと生産にハイテクと自動化されたインフラ設備を持っている。電子機器の生産には、表面実装技術、多層FPC基板、機械・金型生産、システムインテグレーション、実地テストなどがある。通信・情報技術事業部門（HBT）の主要製品の範囲は、軍事・専門の通信システムを対象としているが、レーダー・電子戦システム事業部門（REHIS）の主要事業はレーダー、電子戦で、防衛システム技術事業部門（SST）の主要事業は指揮統制システムを対象としている。マイクロエレクトロニクス・誘導・電気光学事業部門（MGEO）は、複合マイクロエレクトロニクス回路、暗視装置、赤外線カメラ、レーザー距離測定器/照準器、慣性航法システムをアキュルトの施設で製造している。
すべての事業分野において、CAD（コンピュータ支援設計）、CAE（コンピュータ支援エンジニアリング）、CAM（コンピュータ支援製造）の技術を用いて、MIL規格やISO9001に準拠した方法論を適用している。
アセルサンは、TÜMAKÜDERおよびIPCのメンバーである。

## 施設
レーダーおよび電子戦技術センター
2015年3月16日、アセルサンは、アンカラのゴルバシュ地区に新施設（トルコ語: ASELSAN Radar ve Elektronik Harp Teknoloji Merkezi）を開設した。3年かけて1億5,700万ドルの経費で建設されたこの施設は、トルコ軍（陸軍、海軍、空軍）、宇宙、無人プラットフォームで必要とされるレーダーや電子戦機器の生産を担当している。施設は35ヘクタール（86エーカー）の土地に75,000平方メートル (810,000 sq ft)の面積をカバーしている。合計776人のエンジニア、261人の技術職員、200人以上の支援要員がセンターで働いている。
技術センターでは、主に長距離追尾型防空レーダーや戦闘機用レーダーだけでなく、各種レーダーやアンテナ、マイクロ波パワーモジュール、ソフトウェアなどの電子戦システムの設計、研究開発、生産、試験、ロジスティックサポートを行っている。

## 自殺と突発的な死
2006年から2009年にかけて、アセルサンで高度に戦略的な暗号化・復号プロジェクトに従事していた若いエンジニアの不審死が4件発生した。これらの事件は当初自殺と発表された。2011年には4件のうち3件がエルゲネコンとの関連性の可能性を調査するために再調査された。
2006年8月7日、アセルサンで生産技術者として10年間勤務していた31歳の機械エンジニアのヒュッセイン・バシュビレンの遺体が、アンカラのプルサクラの車内で発見された。左手首と喉を切られ、頭は助手席側のグローブボックスの下にあり、足は運転席の上にあった。2009年、裁判所は自殺との判決を下した。2011年には「エルゲネコン」の捜査の一環として事件が再捜査された。
2007年1月16日、30歳のハリム・ウンセム・ウナルが、アンカラのゴルバシュの車内で拳銃で撃たれて死亡しているのが発見された。中東工科大学出身の電気技師は、アセルサンに3年間勤務していた。
2007年1月26日には、アンカラのバトゥケントにある６階建てのアパートのバルコニーから、もう一人の電気技師、エヴリム・ヤンチェケン（26歳）が転落した。彼が残したメモの中で、彼は死の責任を主張している。
事件はほとんど、またはまったく調査なく自殺として処理された。  
2007年10月7日、ブルハネディン・ヴォルカンは、勤務していた軍楽隊学校の衛兵室で銃創が原因で死亡した。2005年にハセッテペ大学を卒業後、アセルサンの航空指揮管制センターでソフトウェアエンジニアとして2年間勤務した。同僚3人が自殺した後、精神的な問題を経験し、家族の元に戻ってきた。
2012年1月25日、ハカン・オクスズは、アンカラの南環状道路の主要交差点で交通バリアに衝突するという交通事故で死亡した。彼はアンカラのアキュルトにあるアセルサンの施設でエンジニアとして働いていた。
2015年1月15日、28歳のエルデム・ウルが、アンカラのチャンカヤの自宅でLPG中毒で死んでいるのが発見された。ベッドに横たわり、2日前に注文したガスボンベからホースが口の中につながっていた。アパートの入り口には、「ガス注意」と書かれたメモが貼られていた。彼はイズミルのドクズ・アイル大学を卒業し、2014年2月14日からアセルサンで磁場の専門家として働いていた。
2016年トルコクーデター未遂事件の後、トルコ政府はギュレン運動が死の原因であると述べた。

## 国際展開
アセルサンは、アゼルバイジャン、カザフスタン、サウジアラビア、アラブ首長国連邦に関連会社を持つ。その上、同社は2015年10月に「現地支店のアセルサン南アフリカから民間企業を形成する協力関係を模索する」ことで南アフリカ事業の拡大計画を発表した。